# L'Europe des Celtes
L'Europe des Celtes est une monographie illustrée sur l'histoire des Celtes, écrite par la celtologue française Christiane Éluère, et parue chez Gallimard en 1992, en collaboration avec la Réunion des musées nationaux. Cet ouvrage est le 158e titre dans la collection « Découvertes Gallimard ». Selon l'archéologue allemand Ferdinand Maier (de), ce « petit livre de Christiane Éluère s'adresse à un public qui s'intéresse visuellement de plus en plus aux cultures anciennes, entre autres. »

## Résumé
Christiane Éluère retrace plus d'un demi-millénaire de l'histoire celtique avec une approche archéologique, d'environ IXe siècle av. J.-C. au Ier siècle apr. J.-C., et la survie de leur culture aux peuples insulaires, finalement renaissant dans l'art du christianisme celtique.

## Contenu
Le livre s'ouvre sur une série de masques en bronze et de visages anciens sculptés dans la pierre datant du VIIe siècle av. J.-C. au Ier siècle apr. J.-C. (p. 1–9), qui ont été découverts en France, en Autriche et en Bohême. Le corpus est divisé en six chapitres :
- Chapitre I : « Naissance d'une aristocratie guerrière » (p. 13–27)
- Chapitre II : « La splendeur des premiers princes celtes » (p. 29–49)
- Chapitre III : « Les Celtes à la conquête du monde » (p. 51–77)
- Chapitre IV : « Les Celtes face au géant romain » (p. 79–101)
- Chapitre V : « L'Univers des dieux » (p. 103–119)
- Chapitre VI : « Mémoires celtiques » (p. 121–127)

La section des « témoignages et documents » est composée d'une anthologie qui explore des textes plus spécialisés et des auteurs pertinents sur de multiples aspects des Celtes, y compris une introduction à l'homosexualité chez les anciens Celtes.
1. Le pays des Celtes
2. Portrait de l'« homo europeanus »
3. Société et vie privée
4. Langue et écriture
5. Des guerriers sanguinaires
6. Les druides
7. L'or des Celtes

- Bibliographie
- Table des illustrations
- Index
- Crédits photographiques/Remerciements

## Accueil
Sarah Anderson a écrit dans son livre Anderson's Travel Companion : « [L'ouvrage] est concis, bien illustré et bourré d'informations. »
D'après l'avis d'un critique de l'Encyclopédie de l'Arbre Celtique, c'est un « bon livre, très bien illustré. On peut cependant regretter l'utilisation presque abusive d'exemples, au détriment de la généralisation, d'une idée globale du mode de vie des Celtes... »
Dans sa section sur les critiques de livres, la revue d'archéologie Minerva donne une critique positive à l'ouvrage : « Le livre emprunte un chemin bien usé, nous menant de la fin de Hallstatt Fürstensitze (« sièges princiers ») au développement et à la diffusion de la culture de La Tène à travers l'Europe et à l'émergence du pouvoir romain. [...] La présente version adhère étroitement à l'original et, dans une excellente traduction, conserve la qualité fluide et élégante du français original. »

## Éditions internationales
| Titre                                   | Traduction littérale                                                  | Langue              | Pays                         | Collection (numéro dans la collection) | Éditeur                            | Traducteur                                    | Année de première parution | ISBN                 |
| --------------------------------------- | --------------------------------------------------------------------- | ------------------- | ---------------------------- | -------------------------------------- | ---------------------------------- | --------------------------------------------- | -------------------------- | -------------------- |
| L'Europe des Celtes                     | –                                                                     | Français            | France                       | Découvertes Gallimard (no 158)         | Éditions Gallimard                 | –                                             | 1992                       | (ISBN 9782070531714) |
| The Celts: First Masters of Europe      | « Les Celtes : les premiers maîtres de l'Europe »                     | Anglais britannique | Royaume-Uni                  | New Horizons (sans numéro)             | Thames & Hudson                    | Daphne Briggs                                 | 1993                       | (ISBN 9780500300343) |
| The Celts: Conquerors of Ancient Europe | « Les Celtes : les conquérants de l'Europe antique »                  | Anglais américain   | États-Unis                   | Abrams Discoveries (sans numéro)       | Harry N. Abrams                    | Daphne Briggs                                 | 1993                       | (ISBN 9780810928527) |
| La Europa de los celtas                 | « L'Europe des Celtes »                                               | Espagnol            | Espagne, Amérique hispanique | Biblioteca de bolsillo CLAVES (no 25)  | Ediciones B                        | Juan Vivanco Gefaell                          | 1999                       | (ISBN 9788440690470) |
| I Celti: "barbari d'Occidente"          | « Les Celtes : ‹ barbares de l'Occident › »                           | Italien             | Italie                       | Universale Electa/Gallimard (no 44)    | Electa/Gallimard                   | Marina Rotondo                                | 1994                       | (ISBN 9788844500535) |
| Die Kelten                              | « Les Celtes »                                                        | Allemand            | Allemagne                    | Abenteuer Geschichte (no 45)           | Ravensburger Buchverlag            | Christoph Roden                               | 1994                       | (ISBN 9783473510450) |
| Kelti: prvi gospodarji Evrope           | « Les Celtes : les premiers maîtres de l'Europe »                     | Slovène             | Slovénie                     | Mejniki (sans numéro)                  | DZS (sl)                           | Maks Veselko                                  | 1997                       | (ISBN 9788634117127) |
| ケルト人 蘇えるヨーロッパ「幻の民」     | « Les Celtes : le ‹ peuple fantomatique › qui fait revivre l'Europe » | Japonais            | Japon                        | 知の再発見 (no 35)                     | Sōgensha (ja)                      | Kikuko Tanabe, Fumiko Yukawa, Michiko Matsuda | 1994                       | (ISBN 9784422210858) |
| 켈트족: 고대 유럽의 정복자              | « Les Celtes : les conquérants de l'Europe antique »                  | Coréen              | Corée du Sud                 | 시공 디스커버리 (no 75)                | Sigongsa (en)                      | Sang-ryul Parc                                | 1998                       | (ISBN 9788972597513) |
| 凯尔特人的欧洲                          | « L'Europe des Celtes »                                               | Chinois simplifié   | Chine                        | 发现之旅 (no 87)                       | Shanghai People's Publishing House | Ming Shao, Jian Ding                          | 2006                       | (ISBN 9787208063945) |